# 薇拉·久拉什科维奇
薇拉·久拉什科维奇（1949年8月29日—），塞尔维亚女子篮球运动员。她曾代表南斯拉夫国家队参加1980年夏季奥林匹克运动会篮球比赛，获得一枚铜牌。